# Josep Torres Tribó
Josep Torres Tribó   (Mollerussa, 3 d'octubre de 1899 - Mauthausen-Gusen, 22 de setembre de 1941) va ser un mestre, filòsof, escriptor i periodista català anarcoindividualista.

## Biografia
Nascut en una família de pagès, va estudiar magisteri a l'Escola Normal de Lleida, on es va titular a disset anys. Tot indica que va fer de mestre al seu poble natal, on ja s'encarregava del parvulari. Allà tingué el seu primer entrebanc amb la justícia. Sembla que va ser desterrat per anticlerical i lliurepensador per haver-se negat a dur els infants a confessar-se i a fer la comunió. l'Església Catòlica va pressionar fins que el van desterrar.
A la dècada del 1920 es va instal·lar a Barcelona, per a exercir de professor a l'Escola Natura de caràcter racionalista i va acabar fundant la seva pròpia acadèmia al barri del Guinardó entre 1932 i 1936. Durant la guerra, però, no es va voler vincular a la FAI i ateses les circumstàncies va exercir com a mestre al Masroig i a Valls, on va ajudar a consolidar les col·lectivitzacions i on va arribar a dirigir el diari de la CNT a Valls, Acció sindical. L'any 1928, l'Editorial Mediterrània publicà l'únic llibre que va publicar Josep Torres Tribó, Elogi de la mentida, un assaig de tipus filosòfic que defensa la substitució de la filosofia tradicional per una nova lírica del pensament.
Torres Tribó sempre es va situar en les posicions ideològiques més radicals i d'avantguarda de la seva època. Quan van travessar la frontera després de la derrota del 1939, els gendarmes francesos van separar Torres de la seva esposa Guadalupe Cuadrado i dels seus tres fills entre els camps d'Argelers i Bram. Torres sortí d'Argelers per anar a treballar als Alps en una Companyia de Treballadors Estrangers (CTE). A la CTE s'hi va passar un any, fins que els nazis van detenir la seva companyia a Amiens. Primer, el van empresonar a diversos Stalags, i l'agost de 1940 el van obligar a pujar en un tren cap al camp de concentració de Mauthausen-Gusen. Torres Tribó s'hi va passar un any i tretze dies, i finalment va morir a la cambra de gas del Castell de Hartheim, on anaven a parar els presoners exhausts, que ja no servien de mà d’obra esclava.

## Obres
- Al Pueblo, cultura (en castellà).  Saragossa: Biblioteca Cultura, 1922.[7]
- Técnica Social (en castellà).  Saragossa: Biblioteca Cultura, 1922.[7]
- Aurorita, cuento infantil (en castellà).  Tarragona: Biblioteca Acràcia, 1922.[7]
- La loca vida, drama en 3 actos (en castellà).  Sabadell: Crisol.[8]
- La ciutat ens pren els fills.  Obra de teatre inèdita.[9][10]
- Elogi de la mentida.  Barcelona: Editorial Mediterrània, 1928.[7] Reeditada el 2022 per Edicions Cal·lígraf, ISBN 9788412459272.[3]